# اکسایش حرارتی

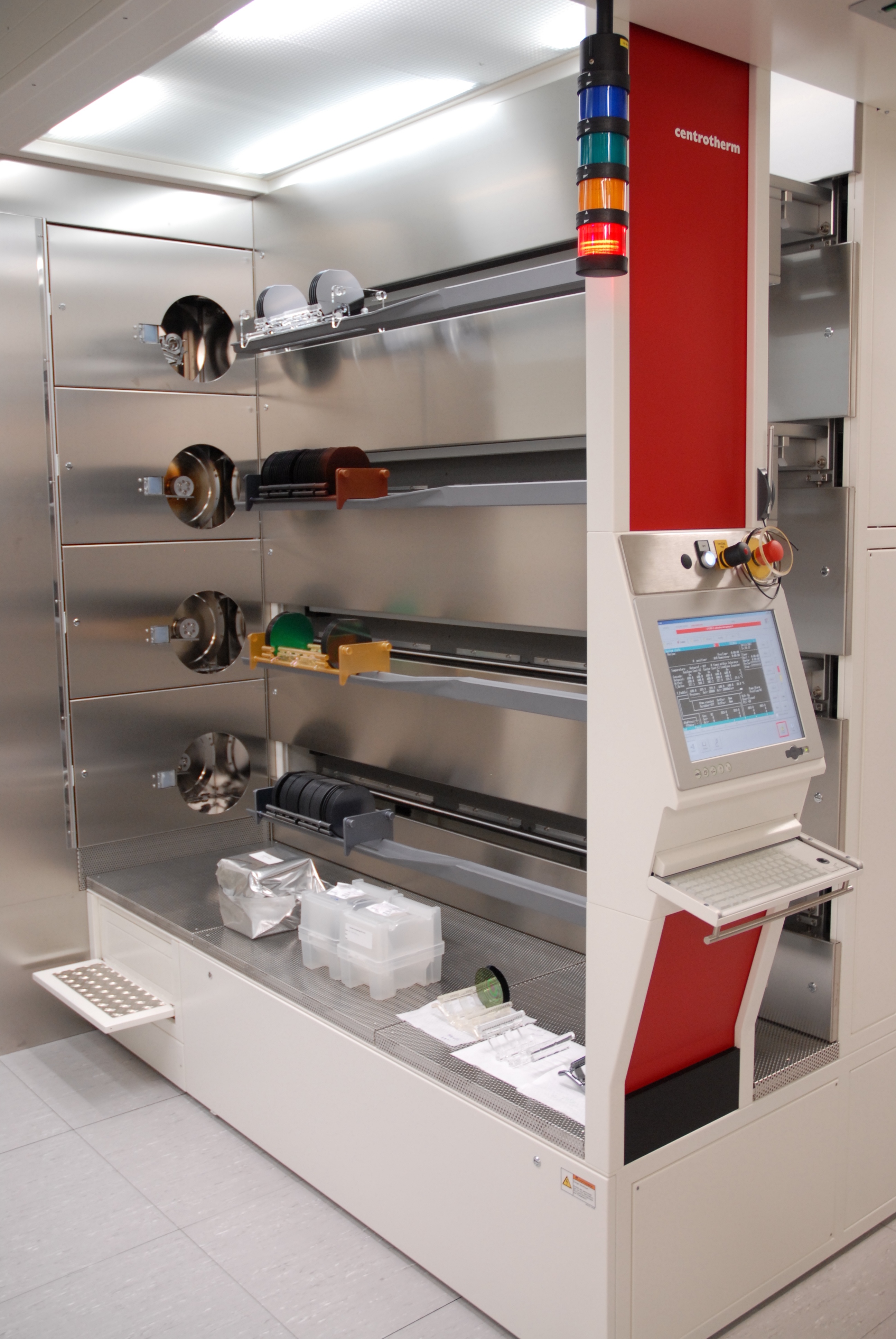
کوره‌هایی که برای نفوذ و اکسایش حرارتی در تأسیسات فنی LAAS در تولوز فرانسه استفاده می‌شوند.

در ریزساختات، اکسایش حرارتی راهی برای تولید یک لایه نازک اکسید (معمولاً سیلیسیم دی‌اکسید) بر روی سطح ویفر است. این روش یک ماده اکسیدکننده را مجبور می‌کند تا در دمای بالا به ویفر نفوذ کرده و با آن واکنش نشان‌دهد. میزان رشد اکسید اغلب توسط مدل دیل-گروو پیش‌بینی می‌شود. اکسایش حرارتی ممکن است به مواد مختلف اعمال شود، اما بیشتر آن‌ها شامل اکسایش زیرلایه‌های سیلیسیم برای تولید سیلیسیم دی‌اکسید است.

## واکنش شیمیایی
اکسایش حرارتی سیلیکون معمولاً در دمای ۸۰۰ تا ۱۲۰۰ درجه سانتیگراد انجام می‌شود و در نتیجه لایه اکسید دمای بالا (HTO) ایجاد می‌شود. ممکن است از بخار آب (معمولاً بخار UHP) یا اکسیژن مولکولی به عنوان اکسیدکننده استفاده کنند. در نتیجه به آن اکسایش مرطوب یا خشک گفته میشود. واکنش یکی از موارد زیر است:
{\displaystyle {\rm {Si+2H_{2}O\rightarrow SiO_{2}+2H_{2\ (g)}}}}
{\displaystyle {\rm {Si+O_{2}\rightarrow SiO_{2}\,}}}
محیط اکسیدکننده همچنین ممکن است حاوی درصدی هیدروکلریک اسید (HCl) باشد. کلر یون‌های فلزی که ممکن است در اکسید رخ‌دهد را از بین می‌برد.
اکسایش حرارتی سیلیکون مصرف شده از زیرلایه و اکسیژن تأمین شده از محیط را در خود جای داده‌است؛ بنابراین، هم در ویفر و هم خارج از آن رشد می‌کند. برای هر ضخامت واحد سیلیکون مصرفی، ضخامت واحد ۲٫۱۷ اکسید ظاهر می‌شود. اگر سطح سیلیکون بدون روکش اکسیده شود، ۴۶٪ ضخامت اکسید در زیر سطح اصلی و ۵۴٪ بالاتر از آن قرار خواهد گرفت.